# ویسین
ویسین (به انگلیسی: Vicine) با فرمول شیمیایی C۱۰H۱۶N۴O۷ یک ترکیب شیمیایی با شناسه پاب‌کم ۹۱۴۴۶ است. که جرم مولی آن 304.25 g/mol می‌باشد. 